# Телегин, Григорий Георгиевич
Григорий Георгиевич Телегин (14 февраля 1914, Стрелецкие Хутора, Тамбовская губерния — 22 января 1944, Кшентицы, Ленинградская область) — командир танковой роты 7-я гвардейская танковая бригада 8-й армии Ленинградского фронта, гвардии капитан. Герой Советского Союза.

## Биография
Родился 14 февраля 1914 года в селе Стрелецкие Хутора Пригородной волости Усманского уезда Тамбовской губернии в семье рабочего. Русский. Окончил рабфак и работал электромонтёром в городе Семилуки.
В Красной армии с 1934 года. В 1938 году окончил Саратовское бронетанковое училище. На фронте в Великую Отечественную войну с мая 1942 года.
Танковая рота 7-й Отдельной Новгородской орденов Красного Знамени и Красной Звезды гвардейской танковой бригады под командованием кандидата в члены ВКП(б) гвардии капитана Григория Телегина прорвала 22 января 1944 года оборону врага в районе деревни Кшентицы в десяти километрах от Новгорода, уничтожив большое количество живой силы и техники противника, и разгромила штаб вражеского пехотного полка. В этом бою командир погиб. Похоронен в Новгороде в братской могиле у мемориала Вечный огонь Новгородского кремля.

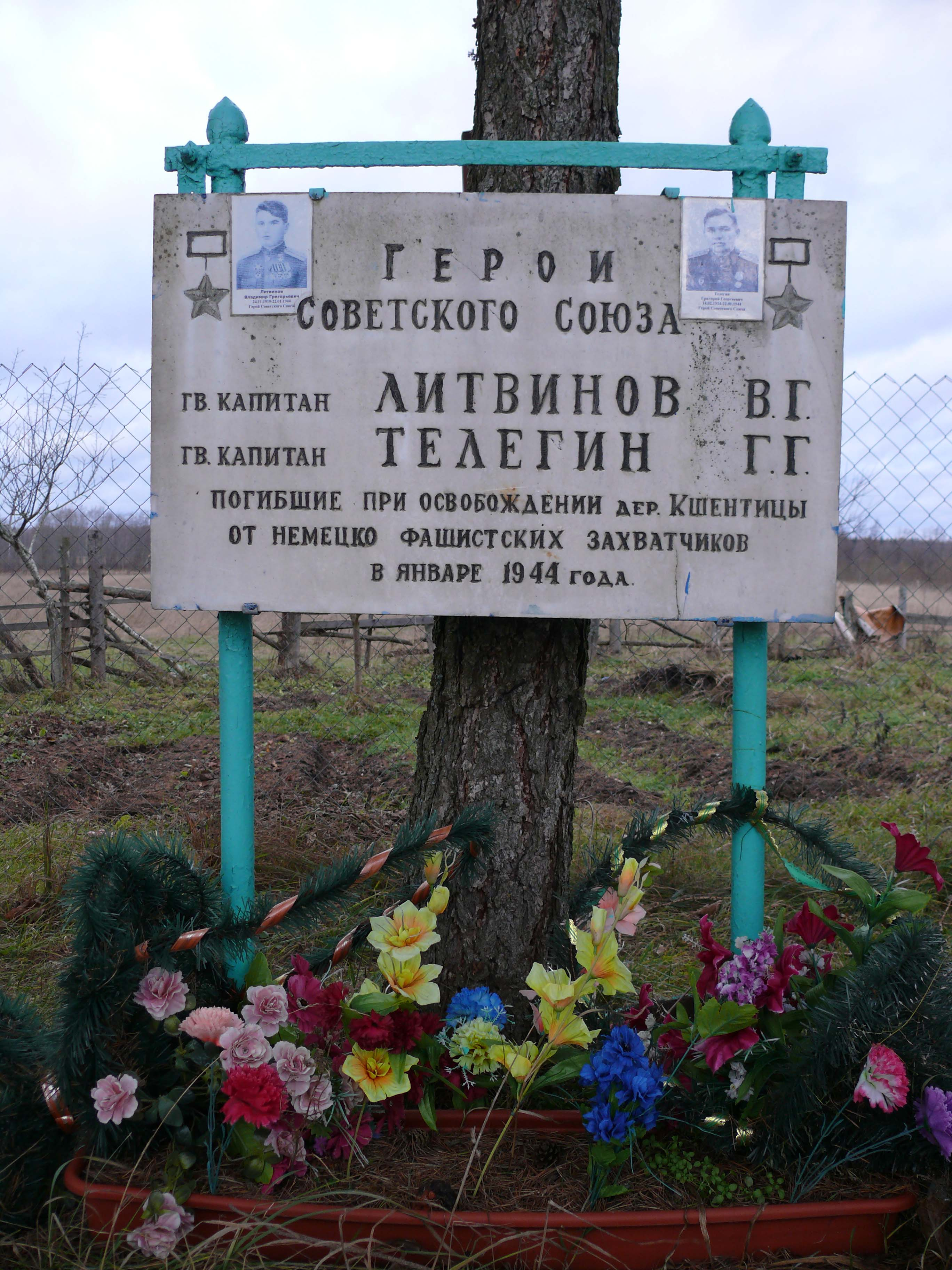
Памятный знак в Кшетницах

Указом Президиума Верховного Совета СССР от 26 августа 1944 года за образцовое выполнение боевых заданий командования на фронте борьбы с немецко-фашистскими захватчиками и проявленные при этом мужество и героизм, гвардии капитану Телегину Григорию Георгиевичу посмертно присвоено звание Героя Советского Союза.
Награждён орденом Ленина. В городе Новгороде в честь Героя Советского Союза Г. Г. Телегина названа улица и установлена мемориальная доска. Также именем героя названы улицы в Семилуках и Усмани, в 2006 году в Семилуках была установлена мемориальная доска.